# G-ON
『G→ON』（ジーオン）は、2012年3月公開の日本映画。

## 概要
アツイアクションムービーB→ONの女版G→ONの女だらけの極上バトルが今はじまる！

## キャスト

### 岸自薦高校
美山すらぎ
演 - みろ
転入する
夜鍔クロ
演 - 奈之未夜
2年トップ
那須見栄れお
演 - 留川真帆
会長の娘
白井桃
演 - 今吉めぐみ(元SDN48）
喧嘩早い
布袋智子演 - 留川真帆
れおの姉
森先生
演 - 山田ルイ53世
加藤先生
演 - 吾磨壮奇
中間先生
演 - 渡名喜忠信
田中先生
演 - BETTANA!!
佐藤先生
演 - 野澤慶昌
川津先生
演 - 岸野尚也
唐澤先生
演 - 伏岡嘉則

### G→ON
桜場煉
演 - 亜未巻土
蘭城高校2年トップ
釼持竜矢
演 - 大村一隆
蘭城高校2年
北川紳介
演 - 市川真治
蘭城高校2年
陳剛
演 - 崇岡白
蘭城高校1年
矢口健太郎
演 - 藤田佳秀
桜場の親友
伊丹影郎
演 - 佳本周也
蘭城高校3年トップ

### 那須見栄グループ
那須見栄源次郎
演 - ガッツ石松
会長・れお/智子の父親

## スタッフ
- 監督 : 佳本周也
- プロデューサー : 佳本周也・さかたまゆみ
- 監督補 : 奈之未夜
- 撮影・編集 : 佳本周也
- 脚本 : 佳本周也
- アクション : 佳本周也・みろ
- 音楽プロデュース : RUKA
- 製作 : ジーオン製作委員会・ロマネプロモーション
- 上映時間 : 84分